# Трительницька сільська рада
Трите́льницька сільська́ ра́да — адміністративно-територіальна одиниця та орган місцевого самоврядування в Волочиському районі Хмельницької області. Адміністративний центр — село Трительники.

## Загальні відомості
- Територія ради: 26,971 км²
- Населення ради: 574 особи (станом на 2001 рік)
- Територією ради протікає річка Наберезна

## Населені пункти
Сільській раді підпорядковані населені пункти:
- с. Трительники
- с. Баглаї

## Склад ради
Рада складається з 12 депутатів та голови.
- Голова ради: Бегдай Тетяна Павлівна

### Керівний склад попередніх скликань
| Прізвище, ім'я, по батькові | Основні відомості | Дата обрання | Дата звільнення |
| --------------------------- | --- | ------------ | --------------- |
| Верхола Ольга Миколаївна    | Сільський голова, 1949 року народження, освіта середня спеціальна, член Партії національно-економічного розвитку України | 26.03.2006   | 31.10.2010      |
| Верхола Ольга Миколаївна    | Сільський голова, 1949 року народження, освіта середня спеціальна, позапартійна                                          | 31.10.2010   | 01.01.2014      |
| Бегдай Тетяна Павлівна      | Сільський голова, 1982 року народження, освіта вища, позапартійна                                                        | 26.10.2014   |                 |

Примітка: таблиця складена за даними сайту Верховної Ради України

### Депутати
За результатами місцевих виборів 2010 року депутатами ради стали:

#### За суб'єктами висування
| Суб'єкт висування | Кількість обраних депутатів | %   |
| ----------------- | --------------------------- | --- |
| Самовисування     | 12                          | 100 |

#### За округами
| № округу | Прізвище, ім'я, по батькові | Дата визнання обраним | Освіта             | Партійна приналежність | Відомості про обраного депутата                                               |
| -------- | --------------------------- | --------------------- | ------------------ | ---------------------- | ----------------------------------------------------------------------------- |
| 1        | Остапчук Зоя Аполінаріївна  | 02.11.2010            | середня            | позапартійна           | Магазин с. Трительники, продавець                                             |
| 2        | Муріна Людмила Вікторівна   | 02.11.2010            | середня спеціальна | позапартійна           | ФП с. Трительники, завідувач                                                  |
| 3        | Яковлєва Тетяна Іванівна    | 02.11.2010            | середня спеціальна | позапартійна           | Бібліотека с. Трительники, завідувачка                                        |
| 4        | Кошаріна Людмила Дмитрівна  | 02.11.2010            | середня спеціальна | член Партії регіонів   | ТзОВ «Стіомі-холдінг», комірник                                               |
| 5        | Лаба Алла Миколаївна        | 02.11.2010            | середня спеціальна | член Партії регіонів   | Територіальний центр з обслуговування одиноких громадян, соціальний працівник |
| 6        | Бегдай Тетяна Іванівна      | 02.11.2010            | вища               | член Партії регіонів   | Трительницька сільська рада, секретар                                         |
| 7        | Кошонько Марія Степанівна   | 02.11.2010            | вища               | позапартійна           | пенсіонер                                                                     |
| 8        | Михалюк Ніна Іванівна       | 02.11.2010            | середня спеціальна | член Партії регіонів   | Трительницька сільська рада, головний бухгалтер                               |
| 9        | Ружицька Ліна Іванівна      | 02.11.2010            | середня спеціальна | член Партії регіонів   | Трительницька загальноосвітня школа, вчитель                                  |
| 10       | Мурін Олена Степанівна      | 02.11.2010            | середня спеціальна | член Партії регіонів   | СК с. Баглаї, завідувачка                                                     |
| 11       | Марчак Тетяна Кіндратівна   | 02.11.2010            | середня            | позапартійна           | тимчасово не працює                                                           |
| 12       | Фурман Віктор Володимирович | 02.11.2010            | середня            | позапартійний          | м. Хмельницький, охоронець                                                    |